# Фінал Світового туру ATP 2012
ATP World Tour Finals 2012 — тенісний турнір, що проходив на кортах з твердим покриттям у Лондоні, Велика Британія з 5 листопада.

## Фінальна частина

### Одиночний розряд
Новак Джокович —  Роджер Федерер 7–6(8–6), 7–5

### Парний розряд
Марсель Гранольєрс /  Марк Лопес Таррес —  Магеш Бгупаті /  Роган Бопанна 7–5, 3–6, [10–3]